# CR&S DUU
De CR&S DUU is een allroad motorfiets ontwikkeld en gefabriceerd door CR&S. De motorfiets werd onthuld tijdens de Motorbeurs 2009 in Milaan en is sinds 2010 op de markt. Er zijn twee uitvoeringen verkrijgbaar; een eenpersoons genaamd Deperlù, en een tweepersoons genaamd Conlatusa.